# Carolyn Murphy
Carolyn Murphy (11 de agosto de 1973) es una supermodelo estadounidense.
Según la revista Forbes, Carolyn Murphy fue en 2006 la sexta modelo mejor pagada del mundo, con unos ingresos anuales de aprox. 5 millones de dólares. En 2007 bajó al octavo puesto con 4,5 millones y en 2008 y 2009 ocupó la décima posición, con 3 y 3,5 millones de dólares respectivamente.

## Trayectoria
Carolyn Murphy fue elegida la modelo del año en la "Fashion Awards" de 1998.
Entre sus trabajos, destacan las imágenes en las revistas Vogue, Harper's Bazaar y Sports Illustrated Swimsuit Issue.
Carolyn Murphy se clasificó en quinta posición en la lista de 20 modelos iconos, publicada por el sitio estadounidense Models.com.